# Onny Parun
Onny Parun (Wellington, 15 aprile 1947) è un ex tennista neozelandese.

## Biografia
Pur avendo vinto 5 titoli in singolare, è ricordato soprattutto per aver perso la finale raggiunta durante l'Australian Open 1973, nella quale fu sconfitto da John Newcombe in quattro set. Riuscì a vincere un titolo dello Slam nel doppio maschile, insieme a Dick Crealy, sconfiggendo la coppia statunitense Lutz-Smith durante il Roland Garros 1974.
Agli US Open 1975 fu protagonista del primo match giocato in notturna nello Slam statunitense, in quel caso ebbe la meglio su Stan Smith per 6-4, 6-2.
In Coppa Davis giocò un totale di sessantadue match con la squadra neozelandese vincendone trenta, il che lo rende il giocatore ad aver vinto il maggior numero di match, ad aver giocato il maggior numero di spareggi e ad aver giocato per più anni in nazionale.
Nel 1975 seppe issarsi fino alla diciannovesima posizione del ranking mondiale.
Suo fratello Tony è stato anch'egli tennista professionista.

## Statistiche

### Singolare

#### Vittorie (6)
| Numero | Data             | Torneo                         | Superficie | Avversario in finale | Punteggio               |
| 1.     | 28 gennaio 1973  | Auckland Open, Auckland        | Erba       | Patrick Proisy       | 4-6, 6-7, 6-2, 6-0, 7-6 |
| 2.     | 3 novembre 1974  | Jakarta Open, Giacarta         | Cemento    | Kim Warwick          | 6–3, 6–3, 6–4           |
| 3.     | 16 novembre 1974 | Indian Open, Bombay            | Cemento    | Tony Roche           | 6–3, 6–3, 7–6           |
| 4.     | 12 gennaio 1975  | Auckland Open, Auckland (2)    | Erba       | Brian Fairlie        | 4–6, 6–4, 6–4, 6–7, 6–4 |
| 5.     | 31 dicembre 1975 | Auckland Open, Auckland (3)    | Erba       | Brian Fairlie        | 6–2, 6–3, 4–6, 6–3      |
| 6.     | 6 aprile 1976    | ATP Johannesburg, Johannesburg | Cemento    | Cliff Drysdale       | 7–6, 6–3                |

### Doppio

#### Vittorie (2)
| Numero | Data | Torneo                                 | Superficie  | Compagno      | Avversari in finale       | Punteggio               |
| 1.     | 1974 | Open di Francia, Parigi                | Terra rossa | Dick Crealy   | Robert Lutz Stan Smith    | 6–3, 6–2, 3–6, 5–7, 6–1 |
| 2.     | 1974 | Japan Open Tennis Championships, Tokyo | Cemento     | Raymond Moore | Juan Gisbert Roger Taylor | 4-6, 6-2, 6-4           |